# Jettime
Jettime A/S (bis 2020 Jet Time A/S) ist eine dänische Charterfluggesellschaft mit Sitz in Kopenhagen und Basen auf den Flughäfen Kopenhagen-Kastrup und Billund.

## Geschichte

### Jet Time A/S

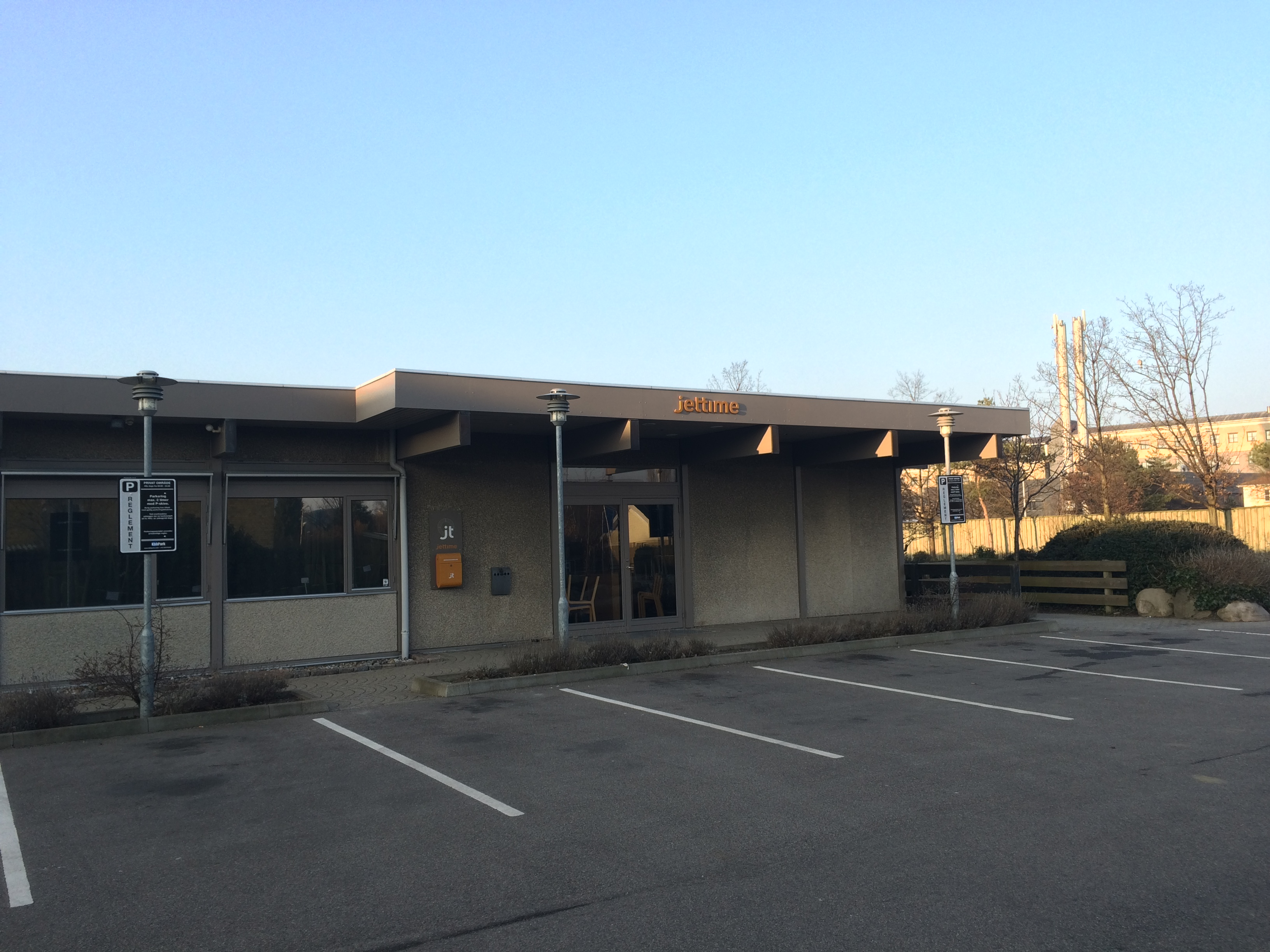
Sitz der Jet Time

Jet Time wurde im März 2006 durch eine Gruppe dänischer Geschäftsleute gegründet und führte im September desselben Jahres ihren ersten Flug durch. Das Geschäftskonzept der Jet Time sah vor, grundsätzlich das ganze Flugzeug zu verchartern, sei es für andere Fluggesellschaften, Reiseveranstalter oder im Rahmen sonstiger Verträge.
Seit April 2017 besitzt Jet Time ein Fünftel der Aktien der lettischen Fluggesellschaft Air Baltic.
Am 30. Mai 2020 musste die Fluggesellschaft 313 von 343 Mitarbeitern wegen der Folgen der COVID-19-Krise entlassen. Am 21. Juli 2020 meldete Jet Time Insolvenz an, im gleichen Zuge wurde jedoch bekannt gegeben, dass man bereits an einer Nachfolgegesellschaft mit dem leicht abgeänderten Namen Jettime arbeite.

### Jettime A/S
Am 8. Juni 2020 wurde die Jettime A/S gegründet.
Im April 2021 gab die Jet Nordic Group, die auch Jettime besitzt, die Übernahme der schwedischen Charterfluggesellschaft Novair bekannt, welche im August 2021 abgeschlossen wurde.
Am 3. Juli 2021 nahm Jettime den Flugbetrieb unter dem neuen Namen und neuem AOC mit einer stark reduzierten Flotte wieder auf.

## Flugziele
Die Jet Time A/S flog im Sommer hauptsächlich Ziele am Mittelmeer, im Winter die Kanarischen Inseln und Ägypten an. Im Rahmen von Einzelverträgen, Sub- und Ad-hoc-Chartern wurden für andere Fluggesellschaften oder Reiseveranstalter zahlreiche weitere Ziele bedient. Von 2014 bis zur Insolvenz übernahm die Jet Time A/S Regionaldienste in Nordeuropa im Auftrag der SAS Scandinavian Airlines.

## Flotte

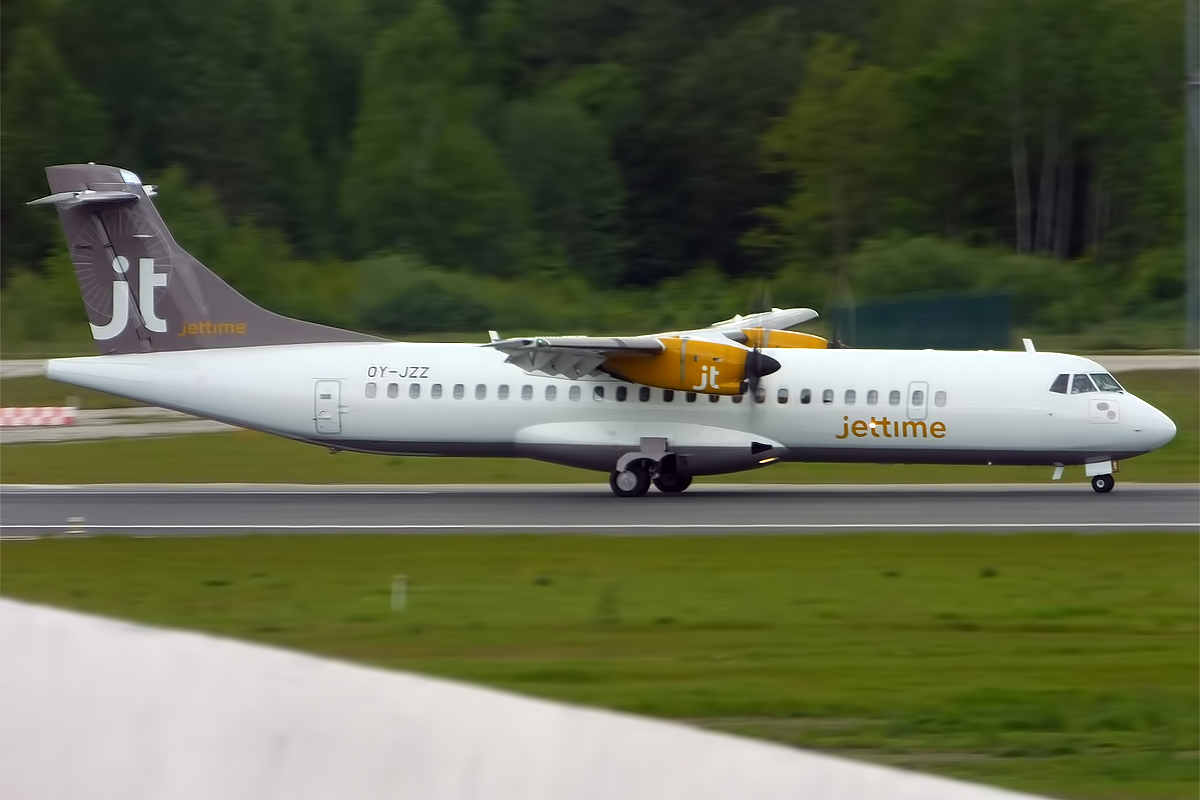
ATR 72-500 der Jet Time

Mit Stand April 2025 besteht die Flotte der Jettime aus zwölf Flugzeugen mit einem Durchschnittsalter von 16,3 Jahren:
| Flugzeugtyp    | Anzahl | bestellt | Anmerkungen               | Sitzplätze | Durchschnittsalter |
| -------------- | ------ | -------- | ------------------------- | ---------- | ------------------ |
| Boeing 737-700 | 01     |          | mit Winglets ausgestattet | 148        | 19,6 Jahre         |
| Boeing 737-800 | 11     | 1        | mit Winglets ausgestattet | 186 189    | 16,0 Jahre         |
| Gesamt         | 12     | 1        |                           |            | 16,3 Jahre         |

Vor der Insolvenz bestand die Flotte aus 6 Boeing 737-700 und 6 Boeing 737-800 mit einem Durchschnittsalter von etwa 17,5 Jahren, wovon sechs an die neue Gesellschaft übertragen wurden. Die übrigen Flugzeuge wurden zum Großteil zerlegt oder werden zu Frachtern umgebaut.